# Маріупольський державний університет
Маріупольський державний університет — класичний вищий навчальний заклад IV рівня акредитації.
У структурі університету 5 факультетів, 25 кафедр та Навчально-науковий інститут управління.
Внаслідок повномасштабного російського вторгнення в Україну всі корпуси Маріупольського державного університету зазнали суцільних руйнувань. Наказом МОН України університет переміщений до Києва, де відновив свою роботу. Станом на 2025 рік Маріупольський університет приймає нових студентів, працюючи у змішаному режимі навчання, у повністю відновленому фронт-офісі університету.

## Діяльність
Маріупольський університет здійснює підготовку фахівців за понад 80 освітніми програмами. У структурі вишу 5 факультетів, навчально-науковий інститут управління та Вугледарський фаховий коледж. Безперебійну та злагоджену роботу університету забезпечують понад 450 викладачів і співробітників.
Стратегічним завданням розвитку університету є поглиблення інтеграції до європейського і світового науково-освітнього простору. На сьогодні МДУ реалізує угоди про міжнародне співробітництво — з університетами, науковими установами, обласними і міськими адміністраціями, громадськими організаціями та фондами зарубіжних країн. Завдяки розвиненій співпраці викладачі, аспіранти та студенти МДУ стають активними учасниками міжнародних освітніх, наукових і культурних програмах, виступаючи амбасадорами свого героїчного міста та нескореної країни.
За роки діяльності МДУ підготував понад 30 000 висококваліфікованих фахівців. Завдяки отриманим знанням і практичним навичкам випускники мають високий рівень конкурентоспроможності, що підтверджується їх успішним працевлаштуванням в Україні, країнах Європейського Союзу та США

## Історія

### 1991
У вересні 1991 року з ініціативи Маріупольського міського національно-культурного товариства греків, Донецького державного університету та за підтримки Маріупольської міської ради засновано Маріупольський гуманітарний коледж при Донецькому державному університеті. Новому ВНЗ виділено декілька аудиторій у будинку політпросвіти. На 5 спеціальностях навчаються 102 студенти. Навчальний процес забезпечують 12 викладачів, з яких лише 3 мають науковий ступінь.

### 1993
У серпні 1993 року гуманітарний коледж постановою Кабінету Міністрів України реорганізовано в Маріупольський гуманітарний інститут Донецького державного університету. В інституті навчаються 393 студенти, працюють 40 викладачів.
Проведено першу міжнародну науково-практичну конференцію «Донбас і Приазов'я: проблеми соціального, національного й духовного розвитку».

### 1994
Створено філологічний факультет.
Укладено договір про співпрацю із Салонікським університетом ім. Арістотеля (Грецька Республіка).

### 1996
Маріупольський гуманітарний інститут відзначає перший ювілей — 5-річчя. На 4 факультетах, 9 спеціальностях навчаються 1126 студентів. На 11 кафедрах працюють 8 докторів наук, професорів та 31 кандидат наук, доцент.
Відкриті нові факультети: історичний, економіко-правовий, іноземних мов.

### 1997
Здано до експлуатації новий навчальний корпус факультету іноземних мов.
Маріупольський гуманітарний інститут визнано в Україні та Греції провідним центром вивчення новогрецької мови, відродження культури і духовності греків України, зміцнення дружби та співробітництва між двома країнами. Маріупольський гуманітарний інститут відвідав Президент Грецької Республіки Костянтинос Стефанопулос, якого обрано Почесним професором МДІ.
Підписано угоди про співпрацю з провідними університетами Греції, Болгарії, Сербії.

### 1998
Укладено низку угод про міжнародну співпрацю: з Грецькою торговельною палатою, мерією острова Калімнос, Генеральним Секретаріатом МЗС Грецької Республіки у справах греків зарубіжжя (щодо виділення іменних стипендій).

### 1999
Почав працювати факультет заочного навчання МДІ.
Здано до експлуатації новий корпус філологічного факультету.

### 2001
Маріупольському гуманітарному інституту виповнюється 10 років. За цей період підготовлено понад 1000 спеціалістів у галузі філології, історії, права, міжнародної економіки та дошкільного виховання.
Введено в експлуатацію новий корпус економіко-правового факультету.

### 2002
Створено факультет грецької філології — перший і єдиний на території України.

### 2004
У червні розпорядженням Кабінету Міністрів України від 17 червня 2004 року за № 401-р Маріупольський гуманітарний інститут ДонНУ отримує статус університету.
У вересні ректор Маріупольського державного гуманітарного університету, професор Костянтин Балабанов підписує Велику Хартію університетів у Болонському університеті та приєднує МДГУ до більш ніж півтисячної сім'ї найкращих університетів Європи.

### 2005
Студенти МДІ вперше пройшли виробничу практику за кордоном — у Міністерстві закордонних справ Республіки Кіпр.
Вперше в Україні на базі Донецького національного і Маріупольського державного гуманітарного університетів відбулося засідання Колегії Наглядової Ради Великої Хартії університетів за участю відомих науковців і ректорів провідних вузів України та Європи.
Ректор МДГУ Костянтин Балабанов увійшов до складу ради директорів Європейської організації публічного права, в університеті створено офіційне представництво ЄОПП.

### 2006
Відкрито бібліотеку елліністичних студій «Константінос Левендіс», широко відома в Україні та за її межами як найсучасніша і найкраще укомплектована бібліотека з елліністики.
На базі МДГУ відкрито перше в Україні представництво Європейської організації публічного права та юридичний інформаційно-бібліотечний Центр з питань публічного права.
МДГУ обрано до складу Президії Міжнародної Асоціації юридичних вищих навчальних закладів.
Університет організовує вперше в Донецькій області спільне засідання Президії Академії педагогічних наук України та Ради ректорів вищих навчальних закладів Донецького регіону. Підписується договір між АПН України та МДГУ.
Введено в експлуатацію будівлю студентського гуртожитку.
На базі університету відкрито Центр інформації Європейської комісії в Україні.
Відповідно до рішення Президента Республіки Кіпр Тасоса Пападопулоса, за підтримки МЗС України на базі МДГУ відкрито Почесне консульство Республіки Кіпр у Маріуполі. Почесним консулом призначено ректора МДГУ Костянтина Балабанова.
2008
Урочисте відкриття за участю Президента Греції Інституту українсько-грецької дружби та елліністичних досліджень.
Маріупольський державний гуманітарний університет набув статусу вищого навчального закладу IV рівня акредитації. Урочисте відкриття Італійського культурного центру.
Відкрито Міжнародний центр з навколишньо-природного середовища.
Державна акредитаційна комісія України під головуванням Міністра освіти і науки України, професора Івана Вакарчука вирішила присвоїти Маріупольському державному гуманітарному університету вищий — четвертий рівень акредитації.
Підписані угоди з Цицикарським університетом та Вищим педагогічним коледжем.

### 2009
На базі МДГУ відкрито представництво Спілки «Данте Аліг'єрі», яке здійснює сертифікацію знань з італійської мови у рамках проекту PLIDA.
Маріупольський державний гуманітарний університет прийняв делегацію Цицикарського університету (Китайська Народна Республіка) на чолі з ректором Ма Ліцюнь. Відкрито Китайський культурний центр.

### 2010
Маріупольський державний гуманітарний університет разом з Київським національним економічним університетом імені Вадима Гетьмана та Національним університетом Прикарпатського університету імені Василя Стефаника став переможцем спільного проекту Європейського Союзу та Програми розвитку ООН «Програма рівних можливостей та прав жінок в Україні». У результаті меморандуму про співпрацю ПРООН та МДГУ був відкритий Центр гендерних досліджень та освіти.
Відбулося відкриття Ізраїльського культурного центру на факультеті іноземних мов МДГУ.
Відкрито Центр польської культури, покликаний допомогти студентам у вивченні польської мови і літератури, налагодженні студентських обмінів з університетами Польщі.
МДГУ отримав статус класичного та перейменований у Маріупольський державний університет (МДУ).

### 2011
У МДУ пройшла наймасштабніша в історії університету науково-практична конференція «Наука і освіта в сучасному університеті в контексті міжнародного співробітництва», присвячена 20-річчю Незалежності України. Науковий форум зібрав понад 300 учасників з 15 країн світу. У рамках конференції підписано сім договорів про співпрацю з авторитетними закладами вищої освіти.
Згідно з Розпорядженням Кабінету Міністрів України № 22525 від 28 грудня 2011 року трудовий колектив Маріупольського державного університету нагороджений Почесною грамотою КМУ «за значний внесок у розвиток національної освіти, зміцнення міжнародного авторитету України та підготовку висококваліфікованих фахівців».

### 2014
МДУ увійшов до сотні кращих вишів України III, IV рівнів акредитації згідно з рейтингом «ТОП-200 Україна»", який складається групою міжнародних експертів у співпраці з Європейським центром вищої освіти ЮНЕСКО-CEPES та центром міжнародних проектів «Євроосвіта».

### 2015
Відкритий Інформаційний центр Європейського Союзу.

### 2016
МДУ відсвяткував 25 річницю.

### 2018
Відкриття Лабораторії інформаційної та кібернетичної безпеки та Центру Балто-Чорноморських студій у рамках проєкту Erasmus+ за участі вчених з Естонії, Швеції, Литви, Польщі та України.

### 2020
4 листопада 2020 року новим ректором університету було обрано Миколу Трофименка, який раніше був проректором з питань міжнародної співпраці. Він вступив на посаду 24 грудня після підписання відповідного указу міністром освіти.

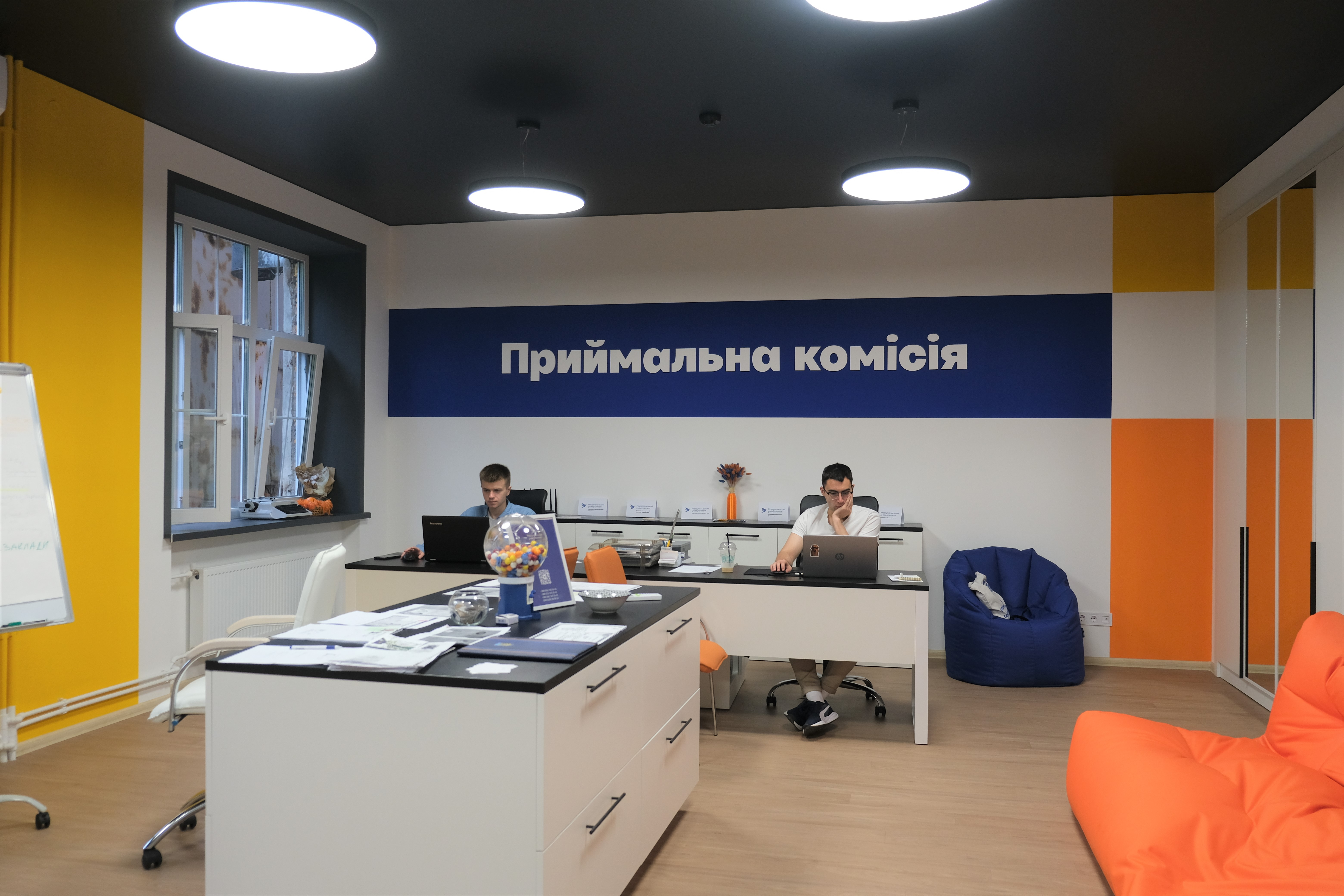
Кабінет приймальної комісії Маріупольського державного університету за адресою Преображенська,6/4.

### 2021
Створений новий факультет — психолого-педагогічний. До складу МДУ увійшов Донецький державний університет управління, який реорганізований у Навчально-науковий інститут управління. Університет відсвяткував ювілей — своє 30-річчя.

### 2022
Внаслідок початку війни в Україні МДУ тимчасово переміщений до Києва. Тут університет відроджує свою діяльність, становлячись амбасадором Маріуполя в Україні та світі. На базі університету створений гуманітарний штаб, який допомагає всім маріупольцям. Станом на грудень 2022 гуманітарний штаб виділив допомогу понад 3700 переселенцям з Маріуполя.
У 2022 році Маріупольський університет оновив свою Стратегію розвитку.

### 2023

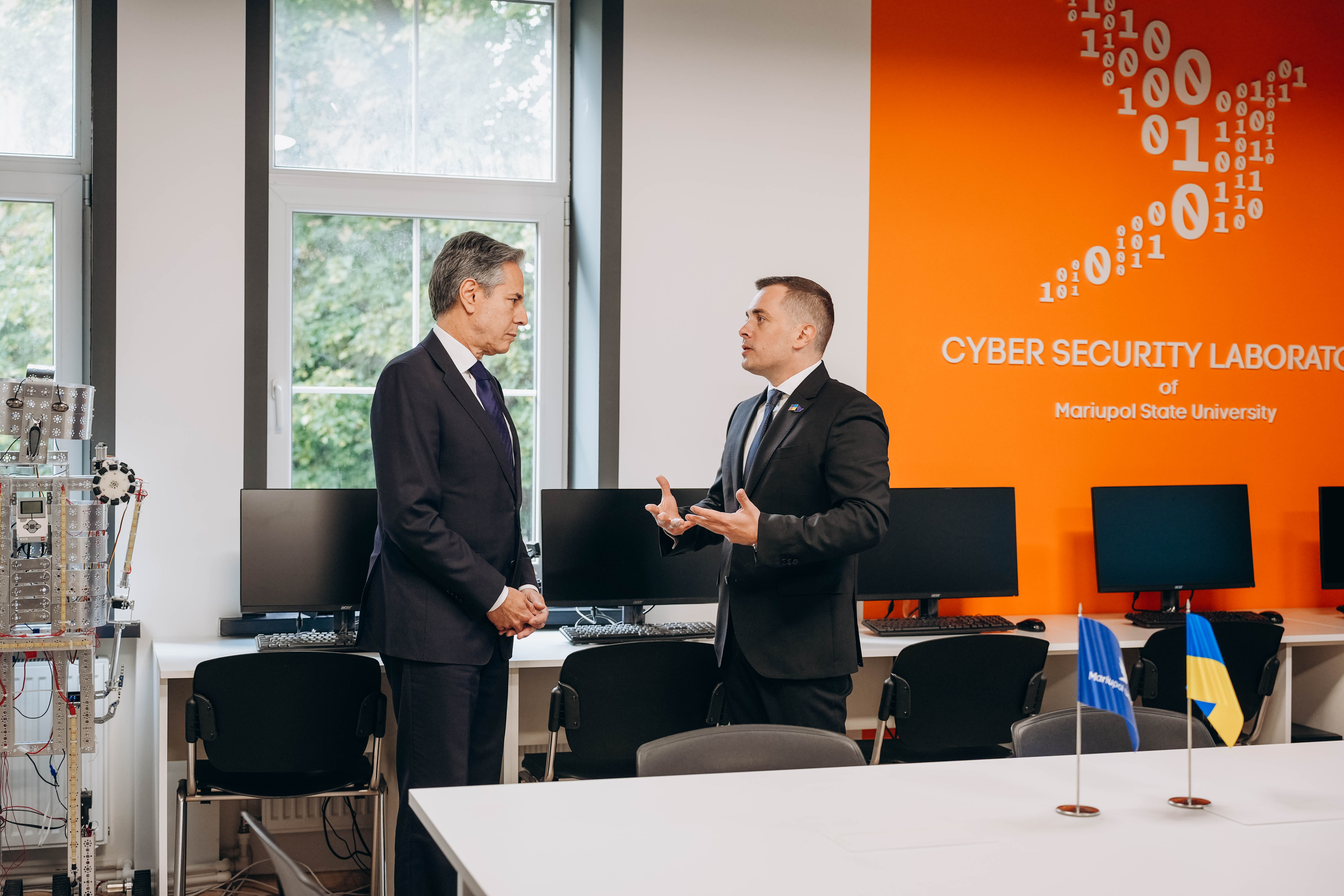
71-й Держсекретар США Ентоні Блінкен в стінах лабораторії кібербезпеки Маріупольського університету

Ведуться ремонтні роботи у наданих університету корпусах у місті Києві. Станом на початок серпня 2023 року оновлено частину робочих та навчальних просторів, зокрема створено лабораторію кібербезпеки, залу Вченої ради МДУ, Арт-простір, коворкінг та приймальну комісію. До Міжнародного дня студента у 2023 році університет запустив оновлений сайт. Разом з тим, вперше з часів переміщення Маріупольський університет мав честь приймати Президента України Володимира Зеленського, заступника керівника Офісу Президента Олексія Дніпрова та міністра освіти і науки України Оксена Лісового.

### 2024
Станом на жовтень 2024 року повністю завершені ремонтні роботи фронт-офісу. Тривали роботи з облаштування незламного кампусу незламного університету за адресою вулиця Леся Курбаса, 2а.
14 травня 2024 року МДУ відвідав Держсекретар США Ентоні Блінкен.
У жовтні 2024 року було визначено дизайн-концепт з облаштування кампусу університету за адресою вулиця Леся Курбаса, 2а. Триває підготовка до початку ремонтних робіт, розробка документації та аналіз потреб з урахуванням думки студентів..

### 2025
В 2025 році університет активно впроваджує модель прогромадського вишу. Виходячи з цього, МДУ прийняв декілька програм навчання та розвитку для молоді та академічних лідерів. Серед них – пілотна програма «Лідерство заради відновлення Донеччини», яка спрямована надати знання та навички, необхідні лідеру в умовах війни та повоєнного відродження, серед них мистецтво дипломатії, англомовні компетентності, інструменти фандрейзингу та управління проєктами. Окрім цього, спільно зі Світовим Банком, Міністерством освіти і науки України та Британською радою в Україні на базі Маріупольського університету відбувається реалізація проєкту «Удосконалення вищої освіти в Україні заради результатів». Вона передбачає розвиток понад 1000 академічних менеджерів, які вдосконалюватимуть свої знання задля покращення вищої освіти в Україні.

## Кампуси та корпуси до повномасштабного вторгнення
До початку повномасштабного вторгнення Маріупольський університет мав декілька просторів для навчання та студентського життя:
Навчальний корпус № 1 (корпус Економіко-правового факультету). Місце знаходження: 87500, Україна, м. Маріуполь, Донецької області, просп. Будівельників, 129а. Триповерхова будівля з лекційними аудиторіями, кабінетами, кафедрами, деканатами, приміщеннями адміністративних служб і відділів, читальним залом, спортивною кімнатою, комп'ютерним класом, лабораторіями буфетом. Технічні засоби навчання: телевізори, відеоплеєр. Інші засоби: 1 комп'ютерний клас, 1 лабораторія комп'ютерної техніки, 1 читальний зал, обладнаний комп'ютерами: всього 35 комп'ютерних робочих місць.
Навчальний корпус № 2 (корпус Історичного факультету). Місце знаходження: 87500, Україна, м. Маріуполь, Донецької області, просп. Будівельників, 129. Триповерхова будівля з лекційними аудиторіями, кабінетами, кафедрами, деканатами, бібліотекою з читальним залом, комп'ютерними класами, типографією, класом хореографії, медпунктом, лабораторіями, буфетом.
Навчальне приміщення має наступні засоби: 2 комп'ютерних класи, читальний зал обладнаний комп'ютерами: всього 33 комп'ютерних робочих місць. Також є медпункт та бібліотека з читальним залом і абонементом.
Навчальний корпус № 3-4 (корпус філологічного факультету). Місце знаходження: 87500, Україна, м. Маріуполь, Донецької області, вул. Матросова, 5. Корпус № 3 (двоповерхова будівля з лекційними аудиторіями, кабінетами, кафедрами, бібліотекою з читальним залом, медпунктом, лабораторіями, гардеробом) об'єднаний з корпусом № 4 (триповерхова будівля з лекційними аудиторіями, кабінетами, кафедрами, деканатом, комп'ютерним класом, буфетом) переходом на рівні другого поверху. Наявні фізкультурно-спортивна зона і спортивна кімната, спортивні споруди: кругова бігова доріжка, майданчик для спортивних ігор, майданчик з спортивним знаряддям. Технічні засоби навчання: телевізори, відеоплеєри. Інші засоби: 1 комп'ютерний клас, обладнаний комп'ютерами, кафедри, деканат: всього 23 комп'ютерних робочих місць. Медпункт розташований на 1 поверсі корпусу № 3 та читальний зал з абонементом в корпусі № 3
Навчальний корпус № 5 (корпус факультету іноземних мов). Місце знаходження: 87500, Україна, м. Маріуполь, Донецької області, просп.. Леніна, 89-а. Двоповерхова будівля з лекційними аудиторіями, кабінетами, кафедрами, деканатом, читальним залом, спортивною кімнатою, комп'ютерним класом, лабораторіями, буфетом. Фізкультурно-спортивна зона включає спортивні споруди: кругова бігова доріжка, майданчик для спортивних ігор. Технічні засоби навчання: телевізори, відеоплеєр. Інші засоби: 1 комп'ютерний клас, обладнаний комп'ютерами: всього 14 комп'ютерних робочих місць

## Кампуси та корпуси після початку повномасштабного вторгнення
Внаслідок повномасштабного вторгнення російської федерації у 2022 році значна частина будівель постраждала або повністю знищена. У Києві університет отримав будівлю за адресою Преображенська 6/4, яка активно оновлювалася згідно з новим брендингом університету. Станом на січень 2024 року вже було повністю оновлено перший поверх фронт-офісу університету, відремонтовано дах, створено лабораторію кібербезпеки, залу Вченої ради МДУ, Арт-простір та ін.

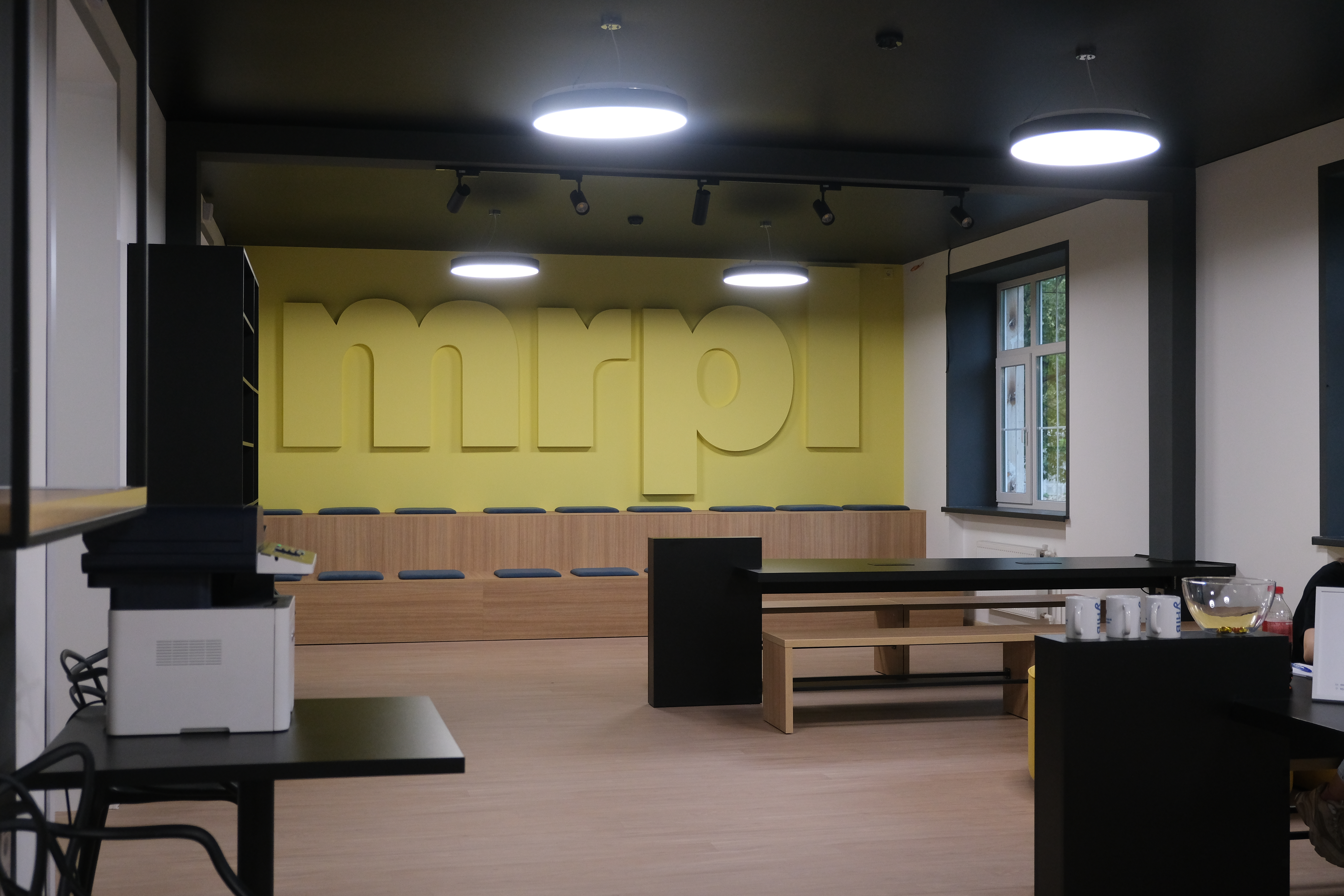
Коворкінг Маріупольського університету

Станом на 2025 рік Маріупольський університет працює у змішаному режимі навчання, у повністю відновленому фронт-офісі університету. Для студентів доступний коворкінг, наукова бібліотека з центром Window on America, та багато інших просторів, зокрема:
- Зала вченої ради;

- Civic-центр;
- Лабораторія STEM-освіти;
- Лабораторія кібербезпеки;
- Музей історії МДУ;
- Укриття;
- Навчальні аудиторії тощо.Комп'ютерний клас Маріупольського університету

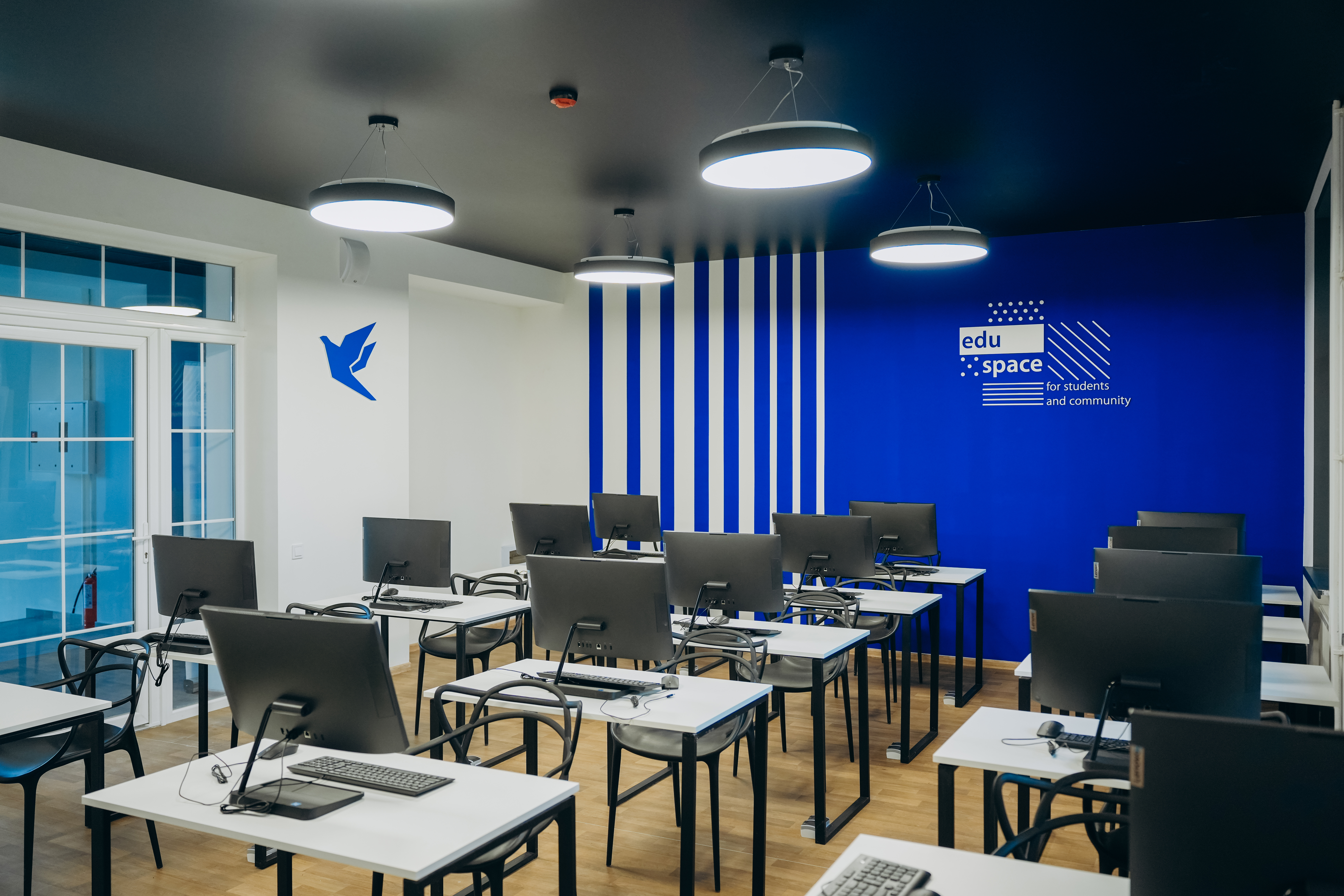
Комп'ютерний клас Маріупольського університету

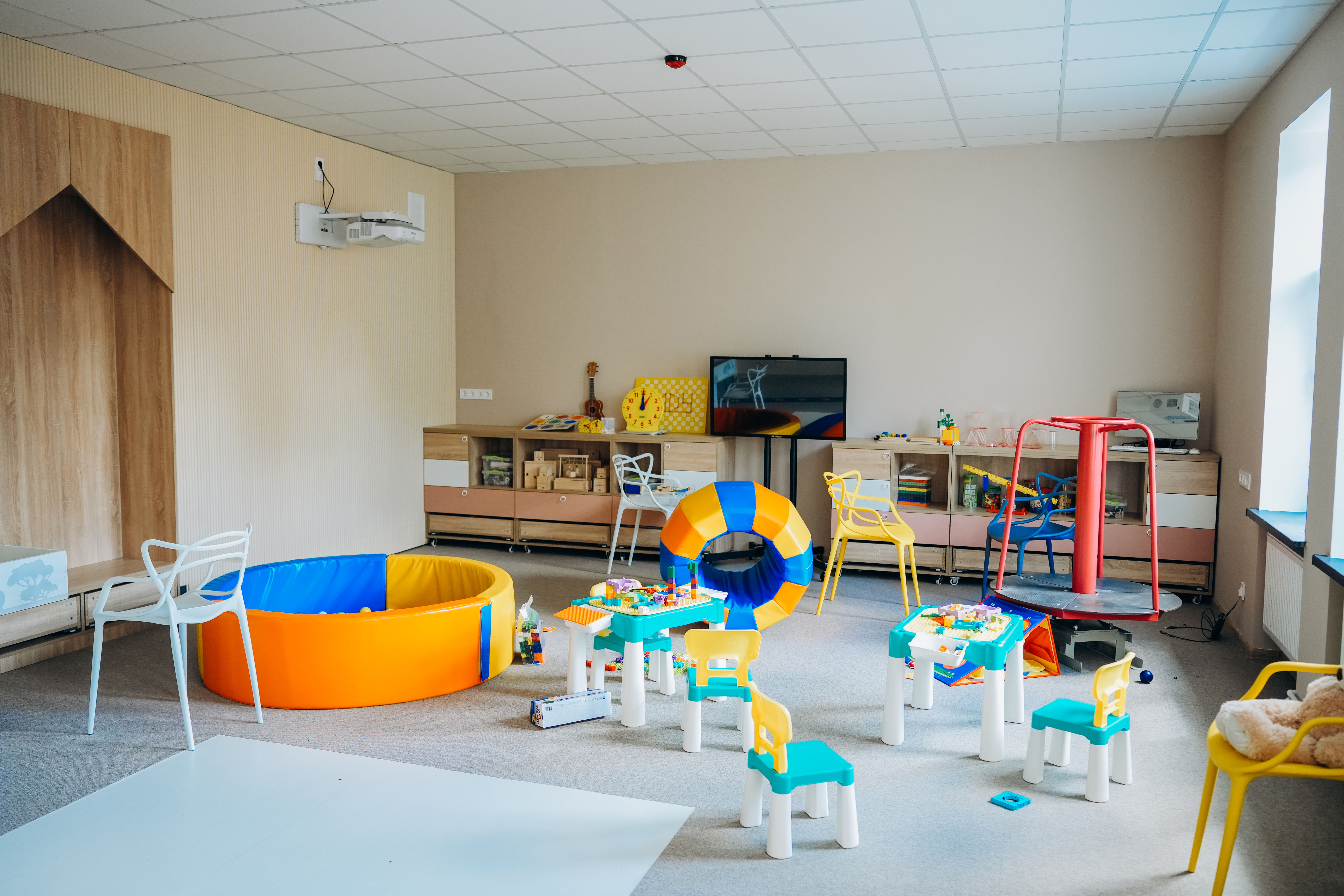
Лабораторія інклюзивної освіти Маріупольського університету

Кожна аудиторія оснащена сучасним мультимедійним обладнанням, що дозволяє навчатися в змішаному форматі. Для студентів доступні інтерактивні панелі, презентори та інше аудіовізуальне обладнання для покращення навчального процесу.
Окрім фронт-офісу, на балансі університет також має будівлю колишнього У 2023 році університет розпочав процес отримання на баланс майнового комплексу за адресою пр. Леся Курбаса, 2а. Станом на жовтень 2024 триває підготовка до облаштування та запуску роботи «незламного кампусу незламного університету». Для реалізації перспективної ідеї МДУ став ініціатором конкурсу на пропозиції реконструкції будівлі під кампус університету майбутнього. За перемогу змагалися 37 студентів архітектурних та дизайнерських спеціальностей Київського національного університету будівництва і архітектури. У фінал пройшли три кращі проєкти, автори яких представили власні візуальні бачення академічній спільноті незламного вишу та членам журі.
Гуртожиток
З метою створення належних умов для проживання студентів, Маріупольський університет має можливість користуватися гуртожитком Київського національного університету будівництва і архітектури за адресою: проспект Лобановського, буд.10, гуртожиток 8.

## Факультети
У структурі університету 5 факультетів та Навчально-науковий інститут управління.

### Факультет філології та масових комунікацій
Декан: Мельничук Ірина Вікторівна
Спеціальності:
- Українська мова та література
- Інформаційна, бібліотечна та архівна справа
- Середня освіта (Українська мова і література, зарубіжна література)
- Журналістика

Кафедри:
- Кафедра соціальних комунікацій;

- Кафедра української філології;
- Кафедра інформаційної діяльності.

На факультеті функціонують:
- Комплексна навчально-проєктна лабораторія інформаційних девайсів МДУ.
- Центр українознавчих студій;
- Навчальна лабораторія «Телестудія МДУ-медіа»;
- Лабораторія медіаграмотності та медіадосліджень.

### Історичний факультет
Декан: Константинова Юлія Василівна.
Спеціальності:
- Середня освіта (Історія);
- Історія та археологія;
- Культурологія;
- Історія. Археологія;
- Соціологія;
- Політологія;
- Міжнародні відносини, суспільні комунікації та регіональні студії.

Кафедри:
- Кафедра політології та міжнародних відносин;
- Кафедра історії та археології;
- Кафедра культурології;
- Кафедра філософії та соціології.

На факультеті функціонують:
- Музей історії та археології;
- Лабораторія соціологічних досліджень;
- Центр гендерних досліджень і освіти;
- Навчальна лабораторія «Центр Балто-Чорноморських регіональних досліджень»;
- Студія культуротворчого перфомансу МДУ.

### Економіко-правовий факультет
Декан: Калініна Світлана Петрівна
Спеціальності:
- Право;
- Міжнародне право;
- Економіка;
- Міжнародні економічні відносини;
- Облік і оподаткування;
- Фінанси, банківська справа та страхування;
- Туризм;
- Комп'ютерні науки;
- Системний аналіз;
- Кібербезпека;
- Екологія.

Кафедри:
- Кафедра економіки та міжнародних економічних відносин;
- Кафедра раціонального природокористування та охорони навколишнього середовища;
- Кафедра публічно-правових дисциплін;
- Кафедра приватно-правових дисциплін;
- Кафедр фінансів та обліку;
- Кафедра туризму;
- Кафедра системного аналізу та інформаційних технологій.

На факультеті функціонують:
- Навчальна лабораторія «Науково-дослідний Екологічний центр»;
- Юридична клініка МДУ;
- Навчальна лабораторія інформаційної та кібернетичної безпеки;
- Навчальна лабораторія системного аналізу;
- Навчальна лабораторія кафедри економіки та міжнародних економічних відносин.

### Факультет іноземних мов
Декан: Пирлік Наталя Василівна
Спеціальності:
- Англійська мова і література
- Німецька мова і література
- Германські мови та літератури (переклад включно), перша — англійська, німецька
- Романські мови та літератури (переклад включно), перша — італійська

Кафедри:
- Кафедра італійської філології;
- Кафедра англійської філології;
- Кафедра німецької та французької філології.
- Кафедра грецької філології (внаслідок реорганізації факультету у 2022 році)

На факультеті функціонують:
- Ізраїльський та Китайський культурні центри;
- комп'ютерний центр

### Психолого-педагогічний факультет
Декан: Задорожна-Княгницька Леніна Вікторівна
Спеціальності:
- Дошкільна освіта
- Початкова освіта
- Психологія
- Середня освіта (Фізична культура)
- Середня освіта (Біологія)

Кафедри:
- Кафедра педагогіки та освіти
- Кафедра дошкільної освіти
- Кафедра практичної психології
- Кафедра фізичного виховання, спорту та здоров'я людини

На факультеті функціонують:
- Науково-дослідна лабораторія духовного та пізнавального розвитку особистості;
- Психологічна лабораторія «Образ та якість життя особистості в процесі професійного становлення»;
- Лабораторія інклюзивної освіти дітей та підлітків.

### Навчально-науковий інститут управління Маріупольського державного університету
Спеціальності:
- Публічне управління та адміністрування
- Менеджмент
- Маркетинг
- Економіка
- Соціальна робота

Кафедри:
- Кафедра загального менеджменту;
- Кафедра галузевого менеджменту;
- Кафедра публічного управління та адміністрування;
- Кафедра маркетингу;
- Кафедра соціального управління;
- Кафедра управління персоналом та економіки підприємства.

## Почесні професори
- 1997 — Президент Греції Константінос Стефанопулос
- 1998 — Генеральний секретар у справах греків зарубіжжя МЗС Греції С.Ламбрінідіс
- 1998 — Ректор Яннінського університету професор Д.Гларос
- 1999 — Міністр національної освіти і релігії Греції Г.Арсеніс
- 2000 — Заступник міністра закордонних справ Греції Г.Ніотіс
- 2001 — Герой України, ректор Донецького національного університету, академік В. Шевченко
- 2001 — Віце-президент НАН України, академік НАН України І.Курас
- 2003 — Міністр освіти і культури Кіпру У.Іоаннідіс
- 2003 — Заступник міністра закордонних справ Греції Я. Мангріотіс
- 2003 — Прем'єр-міністр Греції, голова політичної партії «Нова Демократія» К.Караманліс
- 2004 — Директор фонду «Анастасіос Г. Левендіс», професор В. Карайоргіс
- 2005 — Заступник міністра закордонних справ Греції П.Скандалакіс
- 2006 — Президент академії педагогічних наук, академік НАН України В.Кремень
- 2006 — Президент Греції К.Папуляс
- 2007 — Повноважний Посланник Республіки Кіпр при дворі її Величності Королеви Великої Британії, екс-міністр закордонних справ Кіпру Г. Якову
- 2008 — Директор Італійського інституту культури в Україні, професор Н.Баллоні
- 2009 — Декан факультету політичних наук Месинського університету, професор А.Романо
- 2010 — Президент фонду «Анастасіос Г. Левендіс», голова Ради ректорів «Левендіс Груп», Кіпр Анастасіос Г.Левендіс
- 2011 — Президент Республіки Кіпр Д.Хрістофіас
- 2011 — Директор з міжнародних зв'язків та відносин з інвесторами компанії «Систем Кепітал Менеджмент», Джок Мендоза-Вілсон

## Нагороди та репутація
Нагороди та репутація
Згідно з Розпорядженням Кабінету Міністрів України № 22525 від 28 грудня 2011 року «за значний внесок у розвиток національної освіти, зміцнення міжнародного авторитету України та підготовку висококваліфікованих фахівців» трудовий колектив Маріупольського державного університету удостоєний Почесної грамоти КМУ.
Позиції МДУ у вітчизняних та міжнародних академічних рейтингах:
- рейтинг ВНЗ III—IV рівнів акредитації «Топ-200 Україна» Європейського центру з вищої освіти (ЮНЕСКО СЕПЕС) і Центру «Євроосвіта» — 100 місце;
- рейтинг Класичних ВНЗ України (МОНмолодьспорт) — 24 місце;
- рейтинг ВНЗ України з юридичних спеціальностей «Компас 2012» — 7 позиція.